# Азербайджано-алжирские отношения
Азербайджано-алжирские отношения — двусторонние отношения между Азербайджаном и Алжиром в политической, экономической и иных сферах.
Обе страны являются членами ООН, Организация исламского сотрудничества.

## История
В 1970-80-е годы специалисты в области нефти Азербайджана оказывали содействие развитию нефтехимической отрасли Алжира. Студенты Алжира проходили обучение в ВУЗах Азербайджана в области нефтехимии.

## Дипломатические отношения
Алжир признал независимость Азербайджана 26 декабря 1991 года. Дипломатические отношения установлены 22 апреля 1994 года. 27 июня 2014 года подписано решение о создании посольства Азербайджана в Алжире. Посольство начало действовать в 2016 году. В январе 2015 года было открыто посольство Алжира в Азербайджане.
Между странами подписано 4 документа, в том числе:
- Соглашение об экстрадиции (01.10.2018)[4]
- Соглашение о безвизовых поездках для граждан, обладающих служебными и дипломатическими паспортами[5]

В парламенте Алжира действует рабочая группа по отношениям с Азербайджаном. В парламенте Азербайджана действует рабочая группа по отношениям с Алжиром. Руководитель группы — Махир Аббасзаде.
1 ноября 2022 года президент Азербайджана Ильхам Алиев посетил с официальным визитом Алжир для участия в 31 Саммите Лиги арабских государств.

## В области экономики

### Товарооборот (тыс. долл.)
| Год  | Экспорт Азербайджана | Импорт Азербайджана | Сумма товарооборота |
| ---- | -------------------- | ------------------- | ------------------- |
| 2020 | 9,26                 | 1 376,63            | 1 385,89            |
| 2021 | 9,46                 | 1 363,71            | 1 373,17            |
| 2022 | 366,31               | 1 111,35            | 1 477,66            |
| 2023 | 1 551,18             | 598,89              | 2 150,07            |
| 2024 | 2 538,73             | 1 353,70            | 3 892,43            |

## В области культуры
Действует соглашение о сотрудничестве между университетом ADA и Институтом дипломатии и международных связей Алжира.